# Dieburg in der Zeit des Nationalsozialismus

Reichstagswahlergebnis Landkreis Dieburg 5. März 1933

Dieburg war, im Gegensatz zu seinen Nachbarorten, Groß-Umstadt und Babenhausen, in denen die NSDAP bei der Reichstagswahl 1933 über 60 Prozent erlangte, keine vom Grunde her nationalsozialistische Stadt. Durch die starke Bindung zum Bistum Mainz, historisch zu Kurmainz, erfuhr die Kreisstadt eine katholische Prägung. So entschieden sich die Wähler in Dieburg bei der Reichstagswahl 1933 mit 41 Prozent mehrheitlich für die Zentrumspartei, doch auch in Dieburg übernahmen die Nationalsozialisten, wie im gesamten Deutschen Reich, 1933 die Macht.

## Politik

### Vorkriegszeit
In Dieburg spielten die Nationalsozialisten bis zur Machtergreifung Adolf Hitlers am 30. Januar 1933 kaum eine Rolle. Der einzige öffentlich Auftritt der Nationalsozialisten fand bis dahin in einem Lokal mit dem Namen „Zur Traube“ in der Zuckerstraße statt, welche im Volksmund schnell als „braunes Haus“ bekannt wurde. Heute befindet sich an diesem Ort eine Drogerie.
Bei der letzten Gemeindewahl am 17. November 1929 traten sie nicht an. Auf die Zentrumspartei entfielen 9 von 18 Sitzen, 4 auf die SPD, 2 auf die Deutsche Demokratische Partei, 2 Sitze auf die Bürgerliche Vereinigung und 1 Sitz auf die KPD. Die KPD erlangte infolge der hohen Arbeitslosigkeit, ausgelöst durch die Weltwirtschaftskrise 1929, erstmals einen Sitz im Gemeinderat. In den Jahren kurz vor dem Nationalsozialismus wird von großer Not in Dieburg berichtet. 700 Dieburger waren ohne Arbeit. Die Stadt war in Geldnöten, doch versuchte sie durch verschiedene in Auftrag gegebene Aufträge, hauptsächlich Straßenbau, und Hilfszahlungen die Arbeitslosigkeit zu lindern. Ab dem Mai 1930 zahlte die Stadt den Arbeitslosen sogar die Krankenversicherungsbeiträge. Im Gemeinderat gab es starke Auseinandersetzungen mit dem KPD-Mitglied. Die Gemeinderatssitzungen fanden große Beachtung.
Die Reichstagswahl am 5. März 1933 erbrachte Hitler einen großen Wahlerfolg im Deutschen Reich. Schon zwei Tage nach dieser Wahl, am 7. März besetzten SA und SS früh morgens alle öffentlichen Gebäude der Stadt und hissten Hakenkreuzfahnen. Die Schlüssel mussten übergeben werden. Dem 1. Stadtverordnetenbeisitzer Heinrich Knapp, durch Krankheit von Bürgermeister Wick stellvertretender Bürgermeister, wurde der Zugang zum Rathaus verwehrt. Nach Abzug der Wachen am 9. März durfte er sein Amt wieder ausüben, wurde jedoch von den Nazis terrorisiert. Am 10. März um 4:30 Uhr durchsuchte ein 25 Mann starker Sturmtrupp sein Haus. Es wurde zwar nichts Verdächtiges gefunden, er wurde jedoch am nächsten Tag beurlaubt. Schon am 9. März wurden die ersten Straßen umbenannt.
Um auch in den kommunalen Körperschaften die absolute Macht zu erhalten, erließ die Reichsregierung am 31. März das „Gleichschaltungsgesetz“. Nach § 12 dieses Gesetzes waren die gemeindlichen Selbstverwaltungskörper aufzulösen und gemäß den bei der Reichstagswahl vom 5. März im Gebiet der Wahlkörperschaft abgegebenen Stimmen neu zu bilden. Der Gemeindewahlkommissar forderte die lokalen Parteien am 5. März 1933 auf, ihre Wahlvorschläge bis zum 18. April abzugeben.
Am 5. Mai fand sich der so gebildete Gemeinderat erstmals zusammen. Er bestand aus acht Mitgliedern der Zentrumspartei, vier der NSDAP und drei der SPD. Die drei Mitglieder der KPD waren bereits von der Sitzung ausgeschlossen. Schon im Vorfeld wurden von Mitgliedern der NSDAP im Sitzungssaal Hakenkreuzfahnen und ein Hitlerporträt aufgehängt. Während Bürgermeister Wick, Mitglied des Zentrums, die Sitzung eröffnete, wurde der Saal von SA-Männern gestürmt. Einige Personen aus dem Publikum wurden aus dem Sitzungssaal hinausgeworfen. Die Nationalsozialisten stellten unter der Führung des NSDAP-Kreisvorsitzenden Franz Burkart den Antrag, einen Beamten zu suspendieren, der Wick sehr nahestand. Dies wurde abgelehnt. Der Beamte wurde zum Schriftführer der Sitzung ernannt. Wenige Tage später wurde er dann jedoch aus dem Rathaus entlassen und die neuen Ratsherren wurden verpflichtet. Bürgermeister Wick dankte in seiner Rede den alten Ratsherren, mit Ausnahme des KPD-Mitglieds, und all denen, „die mit dazu beigetragen haben, Deutschland und somit auch Dieburg vom Bolschewismus zu befreien“. Im Folgenden wurden die Ratsausschüsse gebildet. Am Ende der Sitzung beschloss der Rat auf Antrag von Burkart einstimmig, Adolf Hitler zum Ehrenbürger Dieburgs zu ernennen.
Am 23. Juli wurde die SPD per Verfügung der Reichsregierung aufgelöst. Ihre Gemeinderatsmitglieder in Dieburg durften den Sitzungen nicht mehr beiwohnen. Das Ermächtigungsgesetz vom 24. März 1933 sicherte den Nazis durch eine Verfassungsänderung, mit der Zustimmung des Zentrums, die absolute Macht im Reich zu. Nach der Selbstauflösung der Zentrumspartei am 5. Juli bestand der Dieburger Gemeinderat nur noch aus Mitgliedern der NSDAP. Am 10. Juli wurde Bürgermeister Wick seines Amtes enthoben. Franz Burkart wurde zum kommissarischen Bürgermeister ernannt.
Im Jahre 1937 wurde die zuvor nur ehrenamtlich besetzte Bürgermeisterstelle in Dieburg hauptamtlich besetzt. Mit „Rücksicht auf das Ansehen der Stadt Dieburg als Kreisstadt“ und „auf die mit dem Amt des Bürgermeisters verbundenen Mehrarbeit infolge der Verwaltung eines Elektrizitätswerks, sowie eines Schlachthofes und nicht zuletzt eines 5000 Morgen großen Waldes“ wurde am 26. Mai 1937 Burkart durch Regierungsrat Walter als hauptamtlicher Bürgermeister eingeführt. Dazu wurde die Hauptsatzung am 23. Februar geändert. Burkart wurde für 12 Jahre eingestellt.
Doch schon im Jahre 1938 übernahm der 2. Beigeordnete Rödler, ehemals Zentrum, die Bürgermeistergeschäfte bis ins Jahr 1940, weil Bürgermeister Burkart und der 1. Beigeordnete Reiß suspendiert wurden. Am 3. Februar 1940 wurde das Bürgermeisteramt von Peter Diehl, welcher vorher Bürgermeister in Gernsheim war, übernommen. Burkart übernahm das Bürgermeisteramt in Gernsheim.

### Zweiter Weltkrieg
Der Zweite Weltkrieg begann mit dem Überfall auf Polen am 1. September 1939. Der Großteil der männlichen Bevölkerung wurde zum Kriegsdienst verpflichtet. Im Oktober 1944 fielen erstmals Bomben auf das Dieburger Stadtgebiet. Nach massiven Luftangriffen, in denen viele Menschen starben, darunter auch Kinder, und viele Gebäude, auch die Dieburger Stadtkirche, große Schäden erlitten hatten, wurde Dieburg am Palmsonntag, dem 25. März 1945 von US-Truppen besetzt. Offenbar wurde mit massivem Widerstand gerechnet. In der Nacht wurde jedoch gemeldet, dass die Stadt nicht verteidigt werden sollte. Um 7:00 Uhr griffen amerikanische Bomber die Stadt mit Spreng- und Phosphorbomben, sowie den Bordwaffen an. Nur eine kleine Gruppe der Hitlerjugend unter der Führung eines Majors leistete Widerstand gegen die sich aus Südwesten nähernden amerikanischen Streitkräfte. Gegen 10:00 Uhr wurde Dieburg für 20 Minuten von Panzern und Geschützen bombardiert. Als die französischen Kriegsgefangenen, die im Konvikt als Sanitäter im dort eingerichteten Offiziers-Kriegsgefangenen-Lazarett dienten, weiße Tücher schwenkten und die Amerikaner anschließend überzeugten, dass in Dieburg mit keinem starken Widerstand zu rechnen sei, stellten diese den Artilleriebeschuss ein. An diesem Tag starben in Dieburg neben etlichen Wehrmachtssoldaten 24 Menschen. Viele Gebäude und Straßen wurden zerstört. Nachdem Dieburg eingenommen worden war, begannen die Amerikaner mit der Übernahme des Munageländes nordwestlich von Dieburg. Gegen 16:00 Uhr nahmen sie Münster ein.

### Stadtwappen

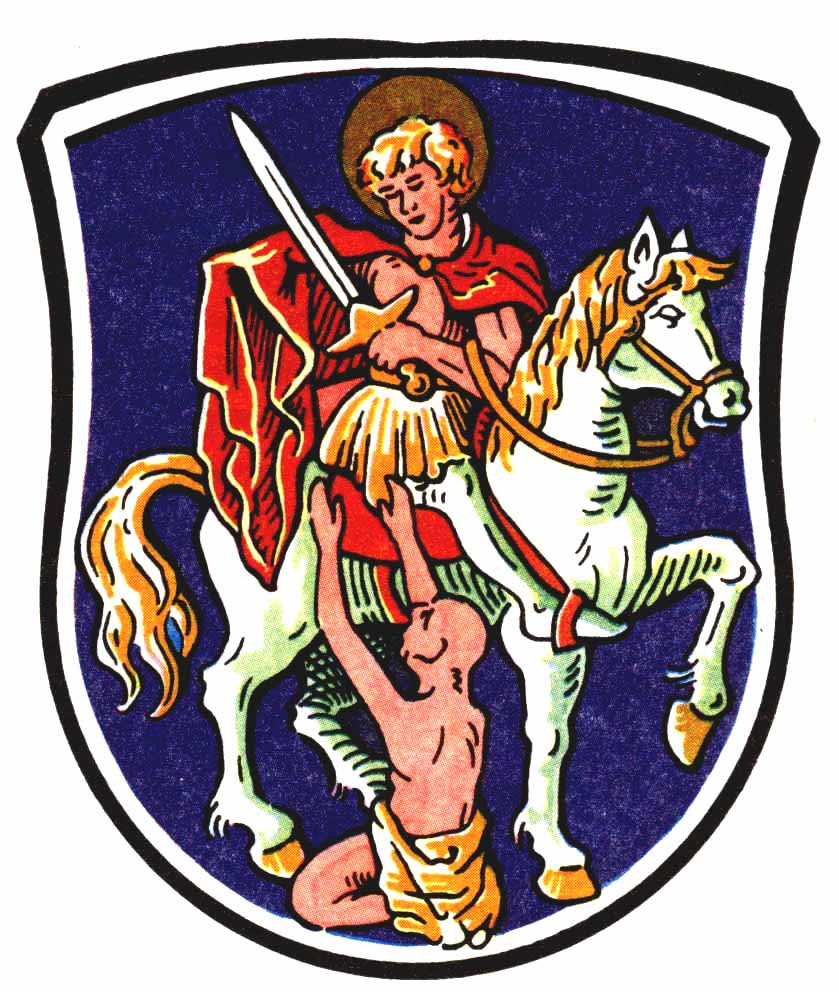
Stadtwappen Dieburg

Das Dieburger Stadtwappen zeigt Martin von Tours. Dieser Wappenheilige lässt sich auf das Siegel aus den Jahren 1421 und 1538 zurückführen. Für eine stark katholisch geprägte Stadt ist es normal, dass das Stadtwappen einen Heiligen zeigt.
Der in der Zeit des Nationalsozialismus regierende Bürgermeister Peter Diehl änderte das Stadtwappen jedoch. Er verwendete statt Martin von Tours den mutmaßlichen Stadtgründer Heinrich von Dieburg als Wappensymbol. Die Verwendung des Martinus wurde als untaugliche Notlösung bezeichnet und erklärt: „Einmal muss der Entschluss zur Annahme des richtigen, altehrwürdigen Wappens (des Gründers) gefasst werden und diese Gelegenheit ist jetzt gegeben!“.
Der Hessische Minister des Innern hat der Stadt Dieburg im Jahre 1952 die Genehmigung erteilt, das ursprüngliche Stadtwappen zu führen.

### Straßenumbenennungen
Einige Beispiele von Umbenennungen von Straßen in der Zeit des Nationalsozialismus:
- Groß-Umstädter Straße: Adolf-Hitler-Straße, soll auch mal Ernst-Ludwig-Str. geheißen haben; Häuser um 1900.
- Hinter der Schießmauer: in Jahnstraße
- Klosterstraße: in Memelstraße umbenannt
- Leuschner-Straße: in Horst-Wessel-Straße
- Marienplatz: 1929 neu gestaltet, Madonna aus Muschelkalk von Adam Winter, auf Säule, Brunnen, Häuser um 1900, Abb.: Schmidt, Dbg., Bilder zur * Geschichte einer Stadt Nr. 69, 70, in Jakob-Sprenger-Platz umbenannt.
- Marienstraße: Häuser um 1900:  int Hermann-Göring-Str.
- Zuckerstraße: in Straße der SA
- Minnefelder Seestraße: in Hindenburgstraße

Quelle: 

## Judentum
Die erste urkundliche Erwähnung eines Juden in Dieburg lässt sich nach dem heutigen Forschungsstand auf das Jahr 1328 zurückführen. Ab diesem Zeitpunkt finden sich kontinuierlich Erwähnungen über jüdisches Leben in Dieburg. Im Jahre 1349, zur Zeit des schwarzen Todes, wurde die jüdische Gemeinde in Dieburg durch die damalige Judenverfolgung und die Pest fast völlig ausgelöscht. Der jüdische Friedhof wurde erstmals 1530 erwähnt. Er wurde von allen jüdischen Gemeinden in der näheren Umgebung als Begräbnisstätte verwendet. In der Zeit des Nationalsozialismus wurden die Grabsteine abgeräumt und in einer Treppe verbaut, nach 1945 wurden diese zurückgeführt. Die erste Synagoge wurde in Dieburg am 5. Februar 1869 eingeweiht. Da diese verfiel, baute man eine neue Synagoge, die am 7. Juni 1929 feierlich eingeweiht wurde. Das Holz für ihren Bau spendete die Stadt Dieburg. Bürgermeister Wick und auch die Pfarrer der katholischen und evangelischen Kirche kamen zur Einweihung. 1910 lebten 175 Juden in Dieburg, 1933 waren es 150, anderen Quellen zufolge sogar 300. Das Zusammenleben mit den Juden verlief bis in das Jahr 1933 in Dieburg sehr friedlich. Die verschiedenen Religionsgemeinschaften zeigten große Toleranz zueinander.
Der sogenannte Judenboykott am 1. April 1933 war die erste antijüdische Aktion in Dieburg. Die jüdischen Geschäfte wurden von den Nationalsozialisten plakatiert. Ob es auch in Dieburg SA-Posten gab, ist nicht bekannt. Da an diesem Tag Schabbes war, waren die jüdischen Geschäfte sowieso geschlossen.
Am 15. April wurde ein 22-Jähriger von der Dieburger SA zusammengeschlagen. Sein Vater erstattete Strafanzeige, die er jedoch teilweise zurücknehmen musste. Am Ersten Mai, dem Tag der nationalen Arbeit, wurde angeordnet, dass die Häuser mit Fahnen und Grün geschmückt werden sollten. Auch die Juden kamen dem nach. Der Häuserschmuck wurde jedoch von SA-Leuten heruntergerissen. Einige Juden erstatteten Anzeige, die Ermittlungen blieben jedoch erfolglos.
Die Juden wurden aus der Gesellschaft verdrängt. Jedem wurde es verboten mit den Juden zu reden oder diese zu grüßen. Im Jahre 1934 beschlagnahmte Bürgermeister Burkart die jüdischen Schrebergärten. Die jüdischen Kinder wurden von der Dieburger Oberschule gedrängt und mussten die jüdische Bezirksschule in Darmstadt besuchen, die nur zur mittleren Reife führte. 1935 wurde den Juden der Verkauf von Häusern verboten und es wurde ihnen untersagt an städtischen Versteigerungen teilzunehmen. Am 11. September wurde ihnen der Zuzug nach Dieburg amtlich verboten, und mit den Nürnberger Gesetzen vom 15. September wurde ihnen landesweit die deutsche Staatsbürgerschaft entzogen. Den Dieburger Juden, die am Sabbat im Schlossgarten spazieren zu gehen pflegten, wurde dies untersagt. Sie durften nicht mehr mit ihren Mitbürgern handeln und bekamen jede Unterstützung entzogen. 1936 hielten sich die Ausschreitungen zurück, da die Nationalsozialisten die Olympischen Spiele in diesem Jahr nicht gefährden wollten.
Im Juni 1938 begannen die ersten Verfolgungswellen. In der gegen Juden gerichteten „Juni-Aktion“ wurden im Rahmen der Aktion „Arbeitsscheu Reich“ über 10.000 Personen als sogenannte „Asoziale“ in Konzentrationslager verschleppt. Nachdem die Eltern von Herschel Grynszpan in der „Polenaktion“ nach Polen abgeschoben worden waren, verübte Grynszpan in Paris am 7. November 1938 ein Attentat auf den deutschen Botschaftssekretär Ernst Eduard vom Rath. Die NS-Propaganda nahm den Tod vom Raths am 9. November zum Vorwand, im gesamten deutschen Reich die Novemberpogrome 1938 auszulösen, die von der nationalsozialistischen Führung als „spontanter Volkszorn“ inszeniert und als „Reichskristallnacht“ bezeichnet wurden. In ganz Deutschland wurden Juden und deren Eigentum angegriffen, zerstört, getötet, angezündet. Die Aktionen sollten von den SA-Männern in zivil ausgeführt werden.
Auch in Dieburg fanden am 10. November derartige Aktionen statt. Jüdische Geschäfte und Wohnungen werden zerstört. Die Inneneinrichtung der Synagoge wurde völlig verwüstet. Da die Synagoge aber grundbuchmäßig im Besitz der Stadt Dieburg war, wurde von weiteren Zerstörungen abgesehen. Was mit den Torarollen, den Toramänteln und den restlichen Sakralgegenständen geschah, ist nicht genau nachvollziehbar, es wird aber vermutet, dass sie in die USA gerettet worden sind.
Am 11. November wurden einige Juden aus Dieburg und der Umgebung mit einem Omnibus in das KZ Buchenwald gebracht. Die Zustände in diesem Lager waren katastrophal. Die Menschen dort wurden von den Aufsehern terrorisiert und viel schlechter als Vieh behandelt. Viele Menschen starben. Die Juden wurden zu diesem Zeitpunkt dorthin gebracht um das Lager aufzubauen und um einen Emigrationsdruck zu erzeugen. Zur Auswanderung bereite Juden wurden entlassen. Sie sollten nichts über die Lager und die dortigen Zustände erzählen, ansonsten, drohte man ihnen, würde das Auswanderungsversprechen nicht eingehalten. Viele Juden, die diese Möglichkeit erhielten und davon erfuhren, wanderten umgehend aus. Im Mai 1939 leben nur noch 29 Juden in Dieburg.

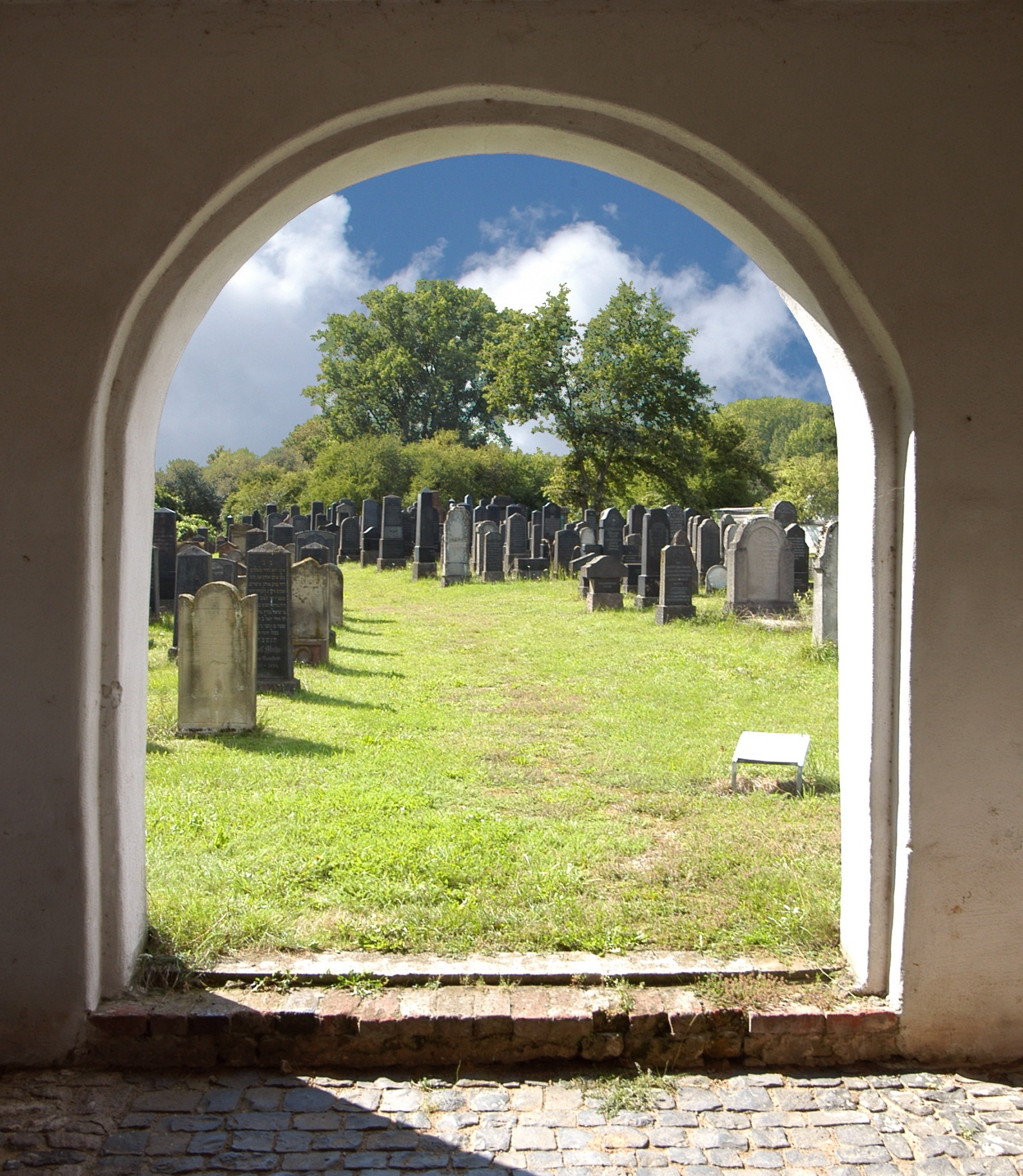
Jüdischer Friedhof 2004

90 Juden konnten in das Ausland fliehen. Das Schicksal der 25 in andere deutsche Städte, drei nach Frankreich und einem nach Holland ausgewanderten Juden ist ungewiss. Fünf starben noch vor 1939, einer davon in Frankfurt am Main. Über sechs gibt es keine Hinweise. 17 Juden starben bei der Verfolgung nachweislich. Es sind: Simon Lorch III., Max und Frieda Krämer, Lina Rothschild Ww., David Kahn, seine Ehefrau Babette geb. Neustädter und seine Kinder Jakob und Lotte, Adolf und Julie Lehmann, Hermann Katz, Sara Katz und Ludwig Katz, sowie die zum katholischen Glauben konvertierte Jüdin Berta Keller.
Nach Kriegsende kamen einige hundert Flüchtlinge mit vielen Kindern nach Dieburg. Ihnen wurde die Synagoge von der amerikanischen Militärregierung zur Verfügung gestellt. Sie wurde am 29. Juli 1947 wieder eingeweiht und von der Judengemeinde bis 1948 genutzt. 1952 wurde sie als Möbelhaus genutzt, 1957 in ein Lichtspielhaus umgebaut. Von 1965 an wird sie als Supermarkt genutzt. 1986 wird das Gebäude abgerissen und im Jahre 1988 wird dort ein neues Gebäude errichtet, das bis heute als Sparkassenfiliale genutzt wird.
Für drei Angehörige der Familie Lorch (Max Lorch, Ida Lorch geb. Wolf und Sigrid Lorch) wurden vor dem Haus Frankfurter Straße 15 drei Stolpersteine verlegt.

## Gesellschaft

### Kirche
Die Nationalsozialisten waren sehr daran interessiert die Kontrolle über die Kirche zu erlangen. Die Nationalsozialisten erscheinen in Parteiuniform in den Gottesdiensten. Aus diesem Grund erlässt der Bischof von Limburg am 30. Januar 1933: „der Besuch des Gotteshauses in Parteiuniform oder mit offensichtlich getragenen Parteiabzeichen, ganz gleich um welche Partei es sich dabei handelt, darf auch dann nicht geduldet werden, wenn der Kirchenbesuch in geschlossener Formation erfolgt“. Um sich der Kirche wohlgesinnt zu zeigen, nehmen die Nationalsozialisten in Dieburg um Bürgermeister Burkart beim Fronleichnamszug am 15. Juni 1933 in Zylinder und Frack teil. Doch wohlgesinnt waren sie der Kirche nicht, denn eine „schwarze Stadt“ wie Dieburg, in der sie nicht von vornherein die Mehrheit hatten, sondern die Macht selbst übernehmen mussten, war ihnen ein Dorn im Auge. Die Aktionen gegen die Kirche gehen aus dem Bericht von Pfarrer Georg nach dem Krieg heraus.
Nachdem Pfarrer Jakob Ebersmann am 1. November 1930 verstorben war, wurde Pfarrer August Haus am 16. Januar 1931 nach Dieburg berufen. Am Tag der „Machtergreifung“ Hitlers schrieb er in die Chronik der Pfarrei:
„Am 31. Januar 1933 kam in Deutschland der große politische Umsturz. Adolf Hitler mit seinen Nationalsozialisten ergreift die Herrschaft. Jede andere Überzeugung rücksichtslos niedertretend und verbietend. Auch an die Kirche kommt man heran, verbietet katholische Vereine, besonders ihr öffentliches Auftreten trotz eines mit dem hl. Stuhl geschlossenen Konkordat, das die Kirche und ihre Einrichtungen schützen soll. Auch Geistliche sind von ihren Pfarreien entfernt. --- Was noch werden wird, weiß Gott?“
Am 17. Oktober 1939 schrieb er in die Chronik: „Ein Krieg ist ausgebrochen. Kaum sind die Wunden des Weltkrieges 1914-1918 vernarbt, stehen wir in einem neuen Krieg. Revision des Versailler Vertrags, ist Parole. Das in diesem Vertrag neuerrichtete Polenreich ist unterworfen. Rußland, mit dem das deutsche Reich einen Nichtangriffspakt schloß, heimst die nordischen Staaten Estland, Litauen, Finnland ein. England und Frankreich geben das nicht zu. Es wird ein mörderischer Krieg geben.“
Am 3. Juli 1940 stirbt Pfarrer Haus. Nach ihm, am 1. Oktober 1940 übernahm Pfarrer Friedrich Georg die Pfarrerstelle. Nach dem Krieg veröffentlichte er einen amtlichen Bericht über die Nazi-Verfolgung in Dieburg:

„Stadtdekan Adam Ott und die Kapuzinerpatres Hugo und Evarist waren drei Jahr im KZ in Dachau. Rektor Wiedekind und die Stadtratsmitglieder Diehl, Schledt, Brandt, Fuchs und Lang wurden im Zusammenhang mit dem Hitler-Attentat verhaftet. Widekind saß 5 Tage im Gefängnis, die anderen Herren waren 5 Wochen in Dachau.
Die Konfessionsschule wurde aufgehoben. Der Kindergarten den katholischen Schwestern genommen und der NSV übergeben. Der Protest des Pfarrers wird mit einer Handbewegung abgetan. Viele Eltern schicken ihre Kinder nicht mehr in den Kindergarten. Auf alle Eltern aber, die abhängig sind, wird Druck ausgeübt, die Kinder in den Kindergarten zu schicken. Sie werden vorgeladen, sie werden gewarnt, sie werden gezwungen.
Es geschahen bewußte Dienstansetzungen zu den Zeiten des Gottesdienstes, damit die Jugend den kirchlichen Veranstaltungen fern bleiben soll. Die Eltern, die ihre Kinder trotzdem zur Kirche schickten, wurden durch Strafandrohung mürbe gemacht. Die fehlenden Kinder werden von der Polizei daheim geholt.
Der Pfarrer wird aufgefordert, das Kreuz bei Beerdigungen von der Spitze des Leichenzuges zurückzunehmen, damit nicht Kriegerverein u.s.w. hinter dem Kreuz zu gehen brauchen, der Pfarrer weigert sich. Bei der nächsten Beerdigung wird der Meßdiener mit dem Kreuz zurückgejagt. Der Pfarrer nimmt auf der Kanzel dagegen Stellung und hat die Leute für sich, daß das Kreuz an der Spitze bleibt. Parteiformationen gehen nicht mehr mit den Beerdigungen.
Am großen Friedhofskreuz wird während der Nacht der Korpus entfernt. Die Statuen Maria und Johannes unter dem Kreuz werden zerschlagen und vergraben. Die Vereinsfahnen werden geholt, das Pfadfinderheim wird zwangsniedergelegt, das Bischöfliche Konvikt zwangsvermietet, es wurde Gefangenenlazarett.
1937 werden Wallfahrt und Bischofsbesuch gestört. Gegen den Bischof werden gemeine Hetzreden gehalten und die Beamten werden unter Androhung von Dienstentlassung aufgefordert, ihre Kinder nicht firmen zu lassen. Der Bischof wird als Helfershelfer der Sittlichkeitsverbrecher hingestellt, der ein deutsches Kind nicht berühren dürfe. Mehrere Beamte unterliegen dem Druck und lassen ihr Kind nicht firmen. Aller kirchlicher Straßenschmuck ist verboten. Die Polizei kontrolliert die Straßen und selbst an den Blumentöpfen müssen gelbe und violette Manschetten entfernt werden. Die am Verkaufsstand des Kapellenvereins eingegangenen Gelder werden von der Gestapo beschlagnahmt und mitgenommen. Auch die eingangenen Gelder des Klingelbeutels fordern sie in der Gnadenkapelle. Durch geschicktes Zusammenspiel unserer Leute ist das Geld aber schon im Pfarrhaus in die Hände des Bischofs gelangt. Es dort herauszuholen wagt die Gestapo nicht und zieht ab. Unter der Bevölkerung große Aufregung. Der Bischof nimmt in der Nachmittagspredigt öffentlich Stellung gegen die Gemeinheiten und ausgesprochenen Androhungen.
Die Teilnehmer der Prozession werden fotografiert und in ihren Stellungen und Arbeitsplätzen gedrückt.
1941 stellte ich Antrag, zu genehmigen, daß der Wallfahrtsgottesdienst nach vorausgegangenem nächtlichen Fliegeralarm doch schon in der Frühe begonnen werden könne, damit die Wallfahrer bei schlechtem Wetter nicht bis zehn Uhr auf der Straße stehen. Die Antwort lautet: »Nach Mitteilung der Staatspolizei in Darmstadt kann ihrem Ansinnen nicht entsprochen werden. Die Verfügung, daß tägliche Veranstaltungen am Tage nach nächtlichem Fliegeralarm nicht vor 10 Uhr stattfinden dürfen, muß unter allen Umständen respektiert werden. Eine Ausnahmeregelung für Dieburg kann nicht zugelassen werden. Schutzpolizei in Dieburg.«
Auf eine Anfrage, ob die Wallfahrt auf den Tag gehalten werden könne oder ob die Bestimmung von Fronleichnam gelte, daß die Feier auf den folgenden Sonntag verlegt werden müsse, erhielt ich folgende Antwort: »Nach Mitteilung von Maßgebender Stelle teile ich Ihnen auf ihre Anfrage mit, daß die kirchlichen Feiern mit Rücksicht auf die Kriegsverhältnisse immer auf den darauf folgenden Sonntag zu verlegen sind. Gegen Gottesdienste an den Sonntagen ist nichts einzuwenden, doch dürfen diese nur in der Kirche stattfinden. Auch eine Prozession auf kircheneigenem Gelände im Freien ist nicht gestattet. Die Aufstellung von besonderen Verkaufsgegenständen ist nicht gestattet, ebensowenig die Benutzung öffentlicher Verkehrsmittel für auswärtige Besucher. Der Landrat.«
Am 19. August 1943 wurde ich zur Geh. Staatspolizei nach Darmstadt geladen. Dort wurde mir eröffnet, daß die Wallfahrt in Dieburg am Sonntag, den 12. September aus kriegsbedingten Verkehrs- und Luftschutzgründen verboten ist. Darüber hinaus wurde mir die Auflage gemacht, alles zu veranlassen, daß die Gläubigen von diesem Verbot in geeigneter Form ohne großes Aufsehen unterrichtet werden. Daraufhin wurden alle Einladungen, die hinausgeschickt waren, zurückgenommen.
1944 wurden keine Einladungen mehr verschickt. Trotzdem wurde die Wallfahrt von fünf bis sechs Tausend Pilgern besucht. Zum Teil hatten sie Fahrkarten über Dieburg hinaus gelöst und waren dann in Dieburg ausgestiegen. Andere Schalterbeamten hatten trotz des Verbot Karten nach Dieburg ausgegeben. Der Gottesdienst wurde gehalten wie an Sonntagen. Einige Prozessionen, die aus der Umgegend zu Fuß kamen, wurden von der Polizei zurückgejagt. Nach der Wallfahrt wurde von Dieburger Nazi bei der Gestapo Anklage erhoben, durch die vielen Fremden sei in Dieburg eine Lebensmittelknappheit eingetreten. Da aber nachweisbar keine Einladungen verschickt ergangen waren, die Pilger auch alle ihre eigenen Lebensmittel dabei hatten, war ein Zugriff seitens der Gestapo nicht möglich.
Im April 1942 wurde ich in Darmstadt zur Gestapo geladen und verhört über die Vorträge, die Schwester Soteris für den Frauendekanatskreis hielt. Nachdem ich nach allen Richtungen ausgefragt worden war, nach Zweck, Inhalt und Auftraggebern mußte ich ein Schriftstück unterzeichnen, daß ich im Auftrag des Bischofs komme und das ich damit nichts zu tun hätte.
Einige Wochen später wurde ich in Dieburg vernommen wegen der Schulentlassungsvorträge, die ich durch die Kapuziner halten lasse. Die Gestapo-Leute erklärten, daß ich in Zukunft solche Sachen zu unterlassen habe.
Im gleichen Jahr erschien die Gestapo im Dieburger Pfarrhaus und hielt mir vor, es sei Anzeige erstattet worden, daß ich in der Gnadenkapelle politische Veranstaltungen abhielte, wobei Laien reden. Nach langem Rätselraten, was gemeint sein könnte, stellte ich fest, dass nur unsere Kriegsandacht in Frage kommen könne, bei der zwei junge Frauen den Rosenkranz vorbeten. Es wurde nun ein langes Protokoll aufgenommen, was im Rosenkranz gebetet wird, für welche Soldaten gebetet wird, ob für den Sieg gebetet wird u.s.w. Als ich den drei Gestapo-Leuten sagte, es sei doch schde, daß sie für so eine Sache soviel Zeit opferten, meinte der eine: »Wenn auch 99 Anklagen unter den Tisch fallen, bei der hundertsten bekommen wir sie doch.« In der nächsten Woche wurden die beiden Vorbeterinnen nochmals nach Darmstadt vorgeladen und je eine Stunde verhört, namentlich, ob sie »Laienhelfer« des Pfarrers seinen.
Wiederholt interessierte sich die Gestapo für unsere Borromäusbibliothek, viele Bände wurden beschlagnahmt und weggeholt.“

### Presse
In Dieburg wurde seit 1848 die „Starkenburger Provinzial-Zeitung“ vertrieben. Die Zeitung berichtete über die Lokalereignisse in der Region Darmstadt-Dieburg. Am 29. März 1941 erschien die letzte Ausgabe der Lokalzeitung. Die Herausgeber der Zeitung, Heinrich Herrmann, der Inhaber des Dieburger Verlages und dessen Schwiegersohn Heinrich Plappert, der Schriftleiter der Zeitung, konnten dem Druck durch die Nationalsozialisten nicht standhalten. Ab diesem Zeitpunkt bis in das Jahr 1945 war das offizielle Lokalblatt die „Hessische Landes Zeitung – Parteiamtliche Tageszeitung der NSDAP Gau Hessen-Nassau“. Am 6. Mai 1949 erschien dann die erste Ausgabe des „Dieburger Anzeiger“, dem Nachfolger der „Starkenburger Provinzial-Zeitung“, wieder unter der Leitung von Heinrich Herrmann.

### Fastnacht
Die Dieburger Fastnacht lässt sich nachweislich auf das Jahr 1508 zurückführen. Sie ist durch die damalige Zugehörigkeit zu Kurmainz mit der Mainzer Fastnacht verwandt. Dieburg hat eine große Fastnachtstradition. In der „5. Jahreszeit“ wird Dieburg von den Narren übernommen. Doch auch die Geschichte der Dieburger Fastnacht hat eine dunkle Seite. Schon in den 20er Jahren war die Dieburger Fastnacht durch den Ersten Weltkrieg stark angeschlagen. Dem 1926 neugegründeten Fastnachtsverein mangelte es an Mitgliedern und Geld. Aus diesem Grund sah der Verein seine wichtigste Aufgabe darin, Mitglieder zu werben. Wegen der Weltwirtschaftskrise sollte dies jedoch keine einfache Aufgabe sein. Die Fastnacht wurde nur in kleinem Rahmen gefeiert, doch die traditionsbewussten Dieburger gaben nicht auf. Die Machtergreifung der Nationalsozialisten war jedoch ein Schlag für die Fastnacht. Das Kreispropagandaamt genehmigte zwar die Fastnachtsveranstaltungen im Jahre 1934. Es stellte allerdings die Bedingungen, dass Fastnachtsveranstaltungen 8 Tage vor dem Stattfinden anzumelden waren, um 24 Uhr musste die Demaskierung stattfinden, es musste Geld an das Winterhilfswerk abgeführt werden, die Veranstaltungen sollten in einem „anständigen Rahmen“ bleiben und der Maskenball musste mit „Sieg Heil“ anstatt des traditionellen Dieburger Fastnachtsrufes „Äla“ eröffnet werden. In dem Genehmigungsschreiben vom 25. Januar 1934 an den „Führer“ des Fastnachtsvereins, Valentin Karst, bittet der Kreispropagandaleiter den Fastnachtsverein darum, seinen „großen Einfluss geltend zu machen“, um dafür zu sorgen, dass „…die Fastnachtsveranstaltungen auf ein gesittetes Maß zurückgeführt werden, denn es bleibt als traurige Tatsache bestehen, daß das Fastnachtstreiben gerade in katholischen Bezirken recht schmutzig ausgeartet war. Besonders Acht ist auf das Benehmen der Juden zu geben, die vielleicht glauben, ihre Zigeunergier dabei anbringen zu können. Ausartungen von dieser Seite sind mir umgehend zu melden, denn ich halte es schon für eine Rassenschande, wenn ein deutsches Mädchen mit einem Galizier tanzt.“ In den folgenden Jahren wurden die Repressionen etwas gelockert, die Demaskierung musste um 2 Uhr stattfinden und es wurden wieder Fastnachtssitzungen abgehalten. 1939 fand jedoch die letzte Fastnacht vor 1947 statt, da der Zweite Weltkrieg begann. In diesem Jahr wurde sogar ein großer Fastnachtsumzug veranstaltet.

### Kriegerehrenmal

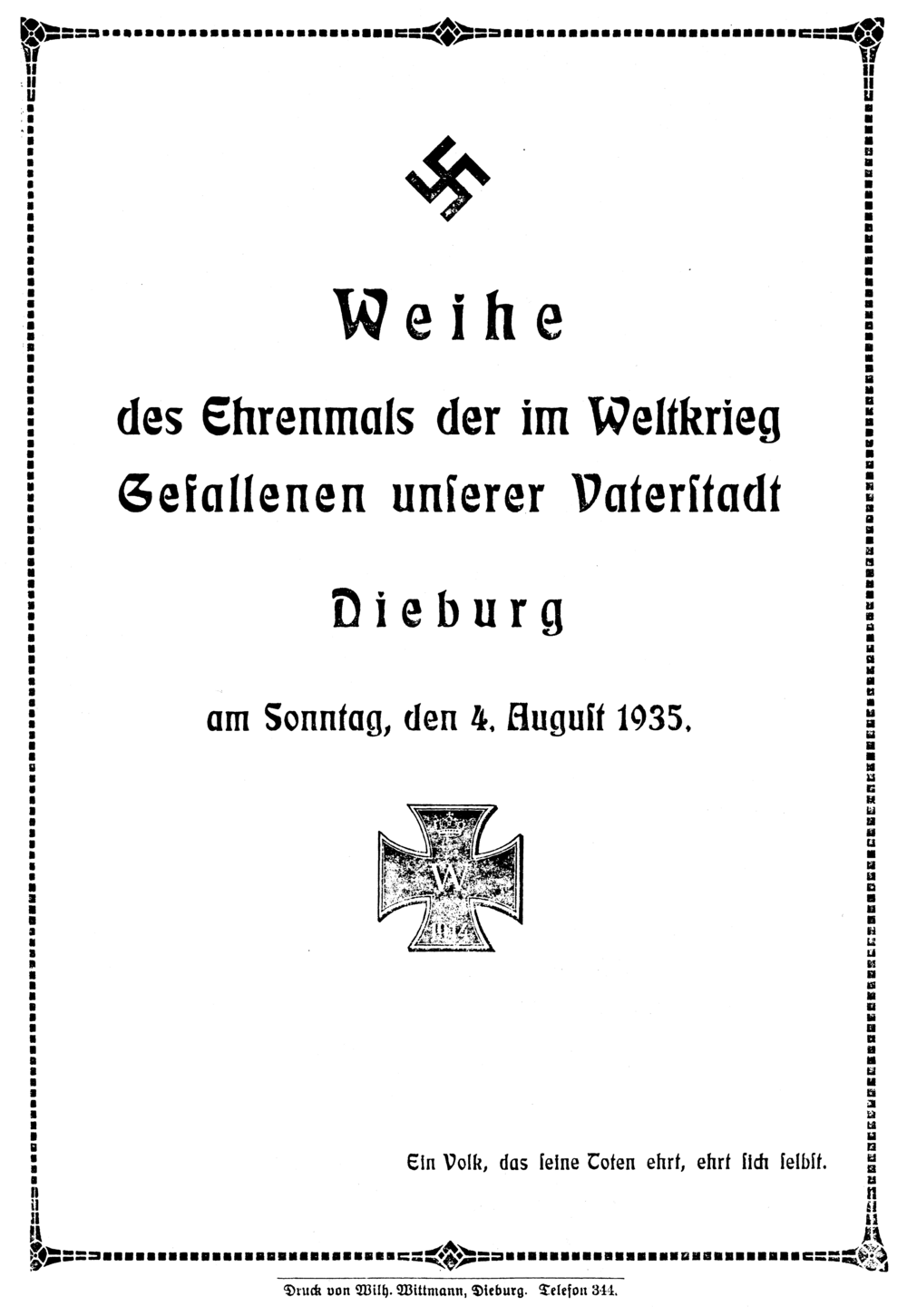
Einladung zur Weihe des Kriegerehrenmahls am 4. August 1935

Die Nationalsozialisten bauten unter der Leitung von Franz Burkart ein Kriegerehrenmal auf das an der Nordseite des Marktplatzes und den Fechenbachpark angrenzende Gelände, welches der Baron Gabriele von Fechenbach der Stadt überlassen hatte. Die 4 Namenstafeln nannten die im Ersten Weltkrieg gefallenen und vermissten Soldaten aus Dieburg, mit Ausnahme der vier gefallenen Juden, Abraham Kahn, Josef Bender, Hugo Fuchs und Leopold Lorch. Die „Weihe“ des Ehrenmals fand am 4. August 1935 mit einem Aufmarsch der NSDAP-Ortsgruppen statt. Anschließend marschierten die Gruppen zu dem alten Denkmal von 1870/71 auf dem Friedhof in der Groß-Umstädter Straße. Das Ehrenmal wurde danach jährlich am Heldengedenktag mit Aufmärschen verehrt. 1960, 15 Jahre nach Ende der nationalsozialistischen Herrschaft, wurde das Heldenmal abgerissen. Die Namenstafeln wurden auf den Friedhof in der Groß-Umstädter Straße gebracht.

### Schloss Fechenbach
Das Schloss Fechenbach ist ein Stadtschlößchen, in dem von 1842 bis 1939 die Freiherren von Fechenbach lebten. Bis zum Verkauf an die Stadt Dieburg 1939 durch Karoline Freiin von Dieburg lebten hier Angehörige der Familie.
In der Zeit des Nationalsozialismus wurde es der NSDAP-Ortsgruppe Dieburg als Gemeinschaftshaus überlassen. Zahlreiche NS-Organisationen hatten dort ihren Sitz. Es wurde renoviert und um eine große Freitreppe mit Terrasse im Süden erweitert. Als Baumaterial wurden Sandsteingräber vom jüdischen Friedhof verwendet. 1945 wurden diese jedoch wieder zurückgebracht.
Von 1946 bis 1949 war Schloss Fechenbach Teil des in Dieburg eingerichteten DP-Lagers. 
Das Schloss dient heute als Museum und wurde in den Jahren 2005 bis 2007 grundlegend renoviert und mit einem modernen Erweiterungsbau versehen.

### Kindergarten
Im Jahre 1879 eröffnete die Stadt Dieburg eine Kleinkinderschule, die 1928 in einen Volkskindergarten der Pfarrgemeinde St. Peter und Paul überging. Diese gab ihm den Namen „St. Josef“. Die Nationalsozialisten übernahmen den Kindergarten gegen den Widerstand des Pfarrers und des Bischofs. Er wurde der Nationalsozialistischen Volkswohlfahrt unterstellt. Viele Eltern wollten ihre Kinder daraufhin nicht mehr in den Kindergarten schicken, doch es wurde erheblichen Druck auf sie ausgeübt. „Der Protest des Pfarrers wird mit einer Handbewegung abgetan. … Auf alle Eltern aber, die abhängig sind, wird Druck ausgeübt, die Kinder in den Kindergarten zu schicken. Sie werden vorgeladen, sie werden gewarnt, sie werden gezwungen“ schrieb Pfarrer Georg nach dem Krieg in seinen Bericht. Im letzten Kriegsjahr, 1945, wurde das Gebäude des Kindergartens als Lazarett benutzt. Ab 1945 wurde der Kindergarten wieder eröffnet.